# Guichón
Pour les articles homonymes, voir Guichon.
Guichón est une ville et une municipalité de l'Uruguay située dans le département de Paysandú. Sa population est de 5 025 habitants.

## Population
| Année | Population |
| ----- | ---------- |
| 1963  | 2 314      |
| 1975  | 3 096      |
| 1985  | 4 073      |
| 1996  | 6 183      |
| 2004  | 7 468      |

Référence,:

## Gouvernement
Le maire de la ville est Lourdes Suárez.